# Richard Wilson (labdarúgó)
Richard H. Wilson (Nelson, 1956. május 8. – ) új-zélandi válogatott labdarúgókapus.

## Pályafutása

### Klubcsapatban
1974 és 1978 között a Woolston WMC csapatában játszott. 1979-ben a Nelson United játékosa volt. 1980-ban Ausztráliába igazolt a Canberra City együtteséhez, ahol egy évet töltött. 1981 és 1985 között a Preston Rams kapuját védte. 1986 és 1987 között a Tauranga City együttesében szerepelt. 1987-ben Angliába szerződött a Grantham Town csapatához. 1988-ban a Lincoln City, 1989-ben a Kettering Town együttesében védett. 

### A válogatottban
1979 és 1980 között 26 alkalommal szerepelt az új-zélandi válogatottban. 1979. június 13-án mutatkozott be egy Ausztrália elleni 1–0-ás győzelem alkalmával. Tagja volt az 1980-ban OFC-nemzetek kupáját nyerő válogatott keretének. Az 1982-es világbajnokság selejtezőiben a válogatott első számú kapusa volt, a tornán viszont nem lépett pályára egyetlen mérkőzésen sem, ahol Frank van Hattumnak szavazott bizalmat a szövetségi kapitány. 
A selejtezők során 921 percen keresztül nem kapott gólt, beleértve a Fidzsi-szigetek, a Tajvan, az Indonézia és a Kína elleni mérkőzéseket és az Ausztrália elleni idegenbeli találkozót. A Kuvait elleni hazai selejtezővel ért véget a nagy sorozat, ahol Wilson kivédte az indonéz bíró által vitatott módon megítélt büntetőt, de 10 perccel később újabb büntetőt rúghattak a kuvaitiak, amit már nem sikerült hárítania.

## Sikerei, díjai
Új-Zéland
- OFC-nemzetek kupája győztes (1): 1980